# Ossido di germanio

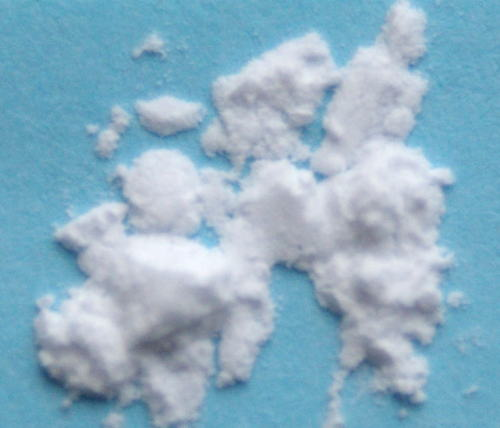
polvere di diossido di germanio

L'ossido di germanio(IV), o diossido di germanio è un composto covalente inorganico del germanio tetravalente, con formula chimica GeO2, isoelettronico di valenza con il biossido di silicio (SiO2), la silice (quarzo).

## Struttura
Ha tre strutture prevalenti:
- esagonale, la stessa del quarzo-β, con 4 atomi legati a quello di germanio, avente quindi numero di coordinazione pari a 4.
- tetragonale, con numero di coordinazione pari a 6.
- amorfa, similare a quella del vetro.

## Reazioni
Il diossido di germanio può essere ridotto a monossido di germanio per reazione con germanio metallico, riscaldando ad elevata temperatura, intorno a 1000 °C:
{\displaystyle {\ce {GeO2\,+\,Ge\to 2GeO}}}
Il diossido di germanio è parzialmente solubile in acqua per dare origine ad acido germanico (reazione limitata data la limitata solubilità dell'ossido).

## Tossicità
Alte dosi di assunzione risultano in intossicazioni da germanio.